# Glypta herschelana
Glypta herschelana är en stekelart som beskrevs av Dasch 1988. Glypta herschelana ingår i släktet Glypta och familjen brokparasitsteklar. Inga underarter finns listade i Catalogue of Life.